# Balance-Schiene

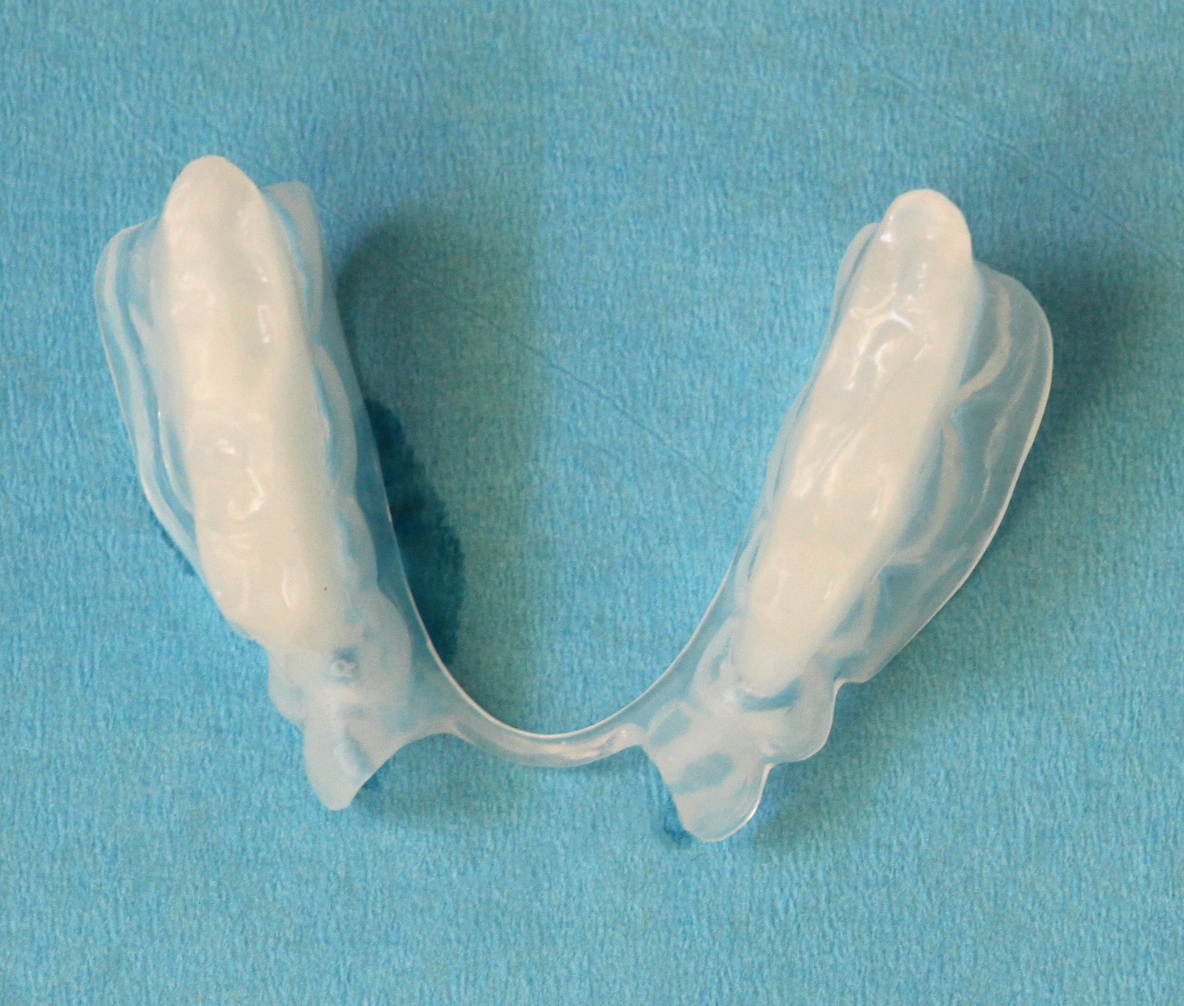
Balance-Schiene nach Reinhardt

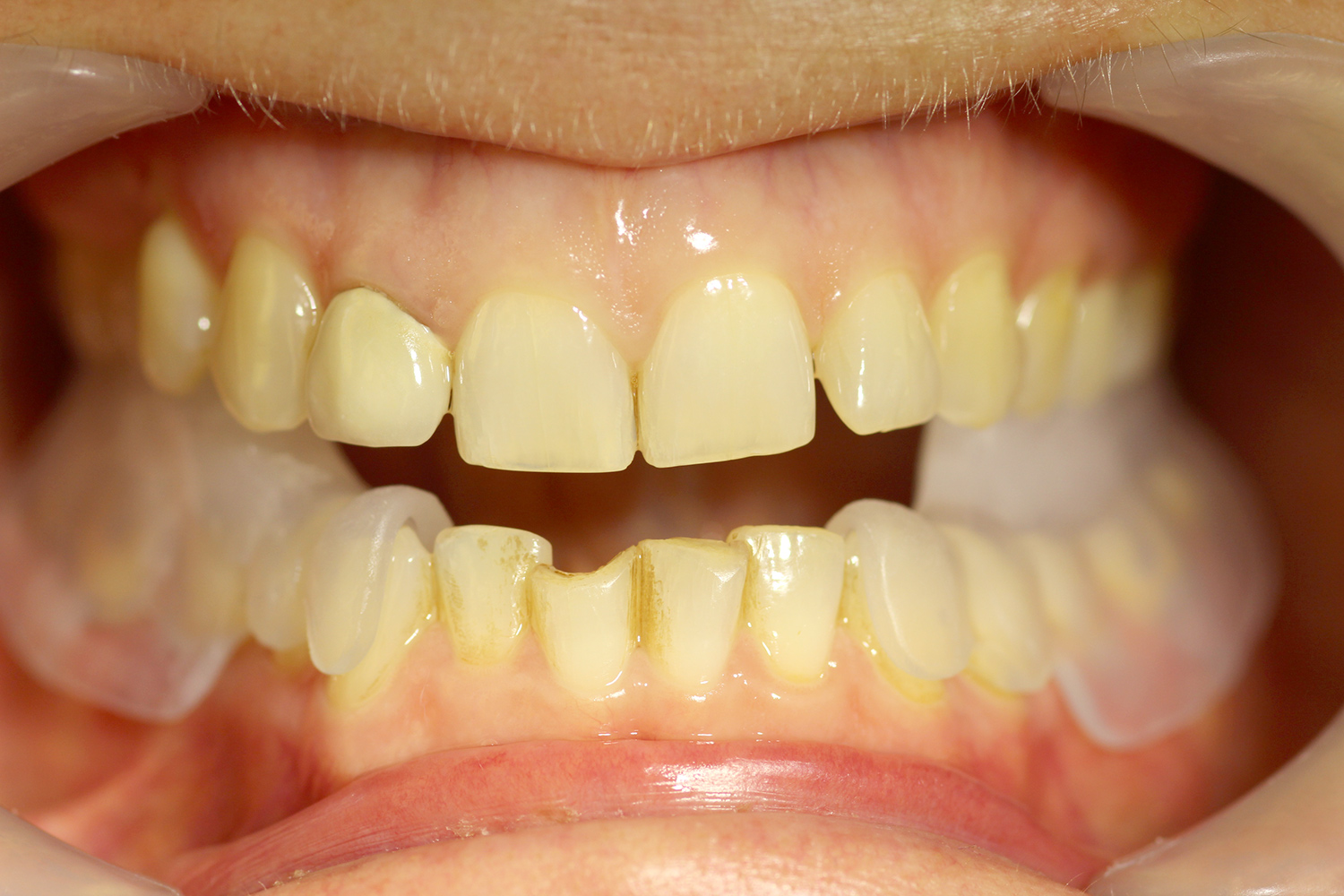
Balance-Schiene am Patienten

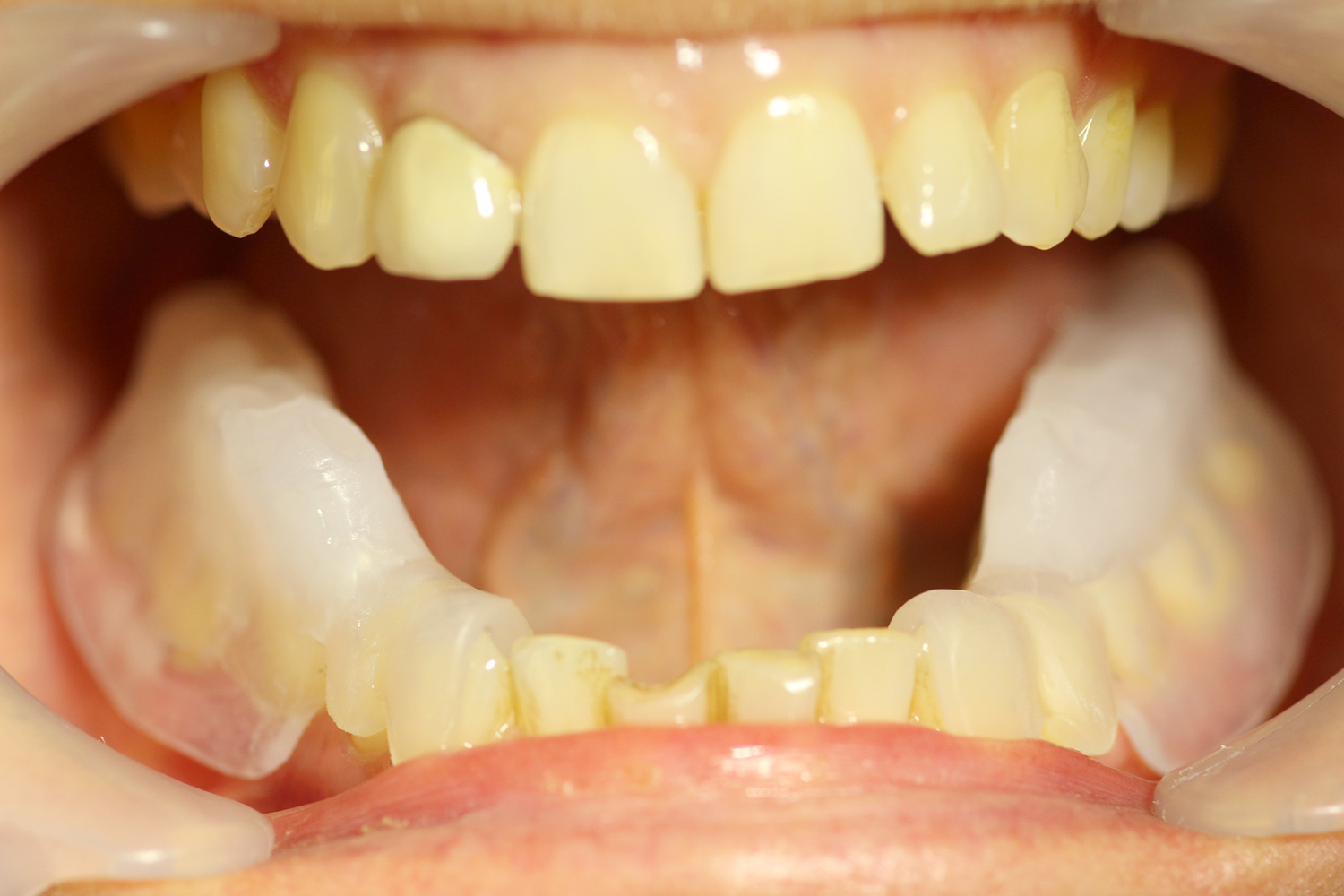
Balance-Schiene am Patienten

Die Balance-Schiene ist eine individuell hergestellte Unterkiefer-Schiene mit adjustierter Oberfläche im Seitenzahnbereich (ohne Frontzahnführung) zur Behandlung von Craniomandibulären Dysfunktionen (CMD). Sie gehört zu den alternativmedizinischen Verfahren.

## Behandlungskonzept
Hinter der Balance-Schiene steht ein Behandlungskonzept aus Anamnese, Befunderhebung, Funktionsdiagnostik, Röntgendiagnostik (Kiefergelenksaufnahmen nach Schüller, Orthopantomographie in Okklusion, ggf. Magnetresonanztomographie / Digitale Volumentomographie), Beratung sowie praktischen Anweisungen für Übungen zur Beseitigung der Dysfunktionen und eventuell manueller Therapie / Osteopathie. Die Balance-Schiene sollte unter regelmäßiger zahnärztlicher Kontrolle über einen begrenzten Zeitraum von etwa sechs Monaten Tag und Nacht getragen werden.
Die Balance-Schiene kann auch bei Patienten mit fehlenden Zähnen eingegliedert werden (Lückengebiss, Freiendsituation). Nach erfolgter Schienentherapie kann eine weitere zahnärztliche oder kieferorthopädische Behandlung (selten auch eine Kombinationsbehandlung aus beidem) notwendig sein. Sie ist eine Modifikation der Schiene nach H. Gelb.

## Wirkung
Die Balance-Schiene dient dem Schutz der Zähne, entlastet die Kiefergelenke und kann die Körperbalance wiederherstellen. Durch eine ausgeprägte Bisshebung (Bisssperre im Schneidezahnbereich von mindestens 5 mm) und eine Vorverlagerung des Unterkiefers entsteht im Kiefergelenkbereich ein therapeutischer Freiraum. Nachdem die Muskulatur zur Formung des Knochens beiträgt, sollen die durch die Balance-Schiene erzielten Veränderungen der Muskellängen zur Harmonisierung der knöchernen Struktur der Kiefergelenke beitragen.

## Herstellung
Die Balance-Schiene wird aus transparentem Silikon (Erkoflex-95 Tiefziehplatten 2,5 mm stark und stick-95) gefertigt. Bei ihrer Herstellung wird kein Metall und kein Hartkunststoff (Streukunststoff etc.) verarbeitet. Der Konstruktionsbiss für die Balance-Schiene wird am barfüßig, aufrecht stehenden Patienten durchgeführt. Es kann hilfreich sein, den Patienten vorher einige Minuten locker auf Watterollen im Bereich der ersten Prämolaren beißen zu lassen, dies führt zu einer reflektorischen Muskelentspannung. Die Balance-Schiene wird nach dem am Patienten erstellten Konstruktionsbiss gearbeitet. Im Artikulator sollten keine nachträglichen Veränderungen der Bisslage erfolgen.